# اسکات بارت (بازیکن فوتبال)
اسکات بارت (انگلیسی: Scott Barrett؛ زادهٔ ۲ آوریل ۱۹۶۳) بازیکن فوتبال اهل بریتانیا است.
از باشگاه‌هایی که در آن بازی کرده‌است می‌توان به باشگاه فوتبال استوک سیتی، باشگاه فوتبال کمبریج یونایتد، باشگاه فوتبال کولچستر یونایتد، باشگاه فوتبال استوک‌پورت کانتی، باشگاه فوتبال گیلینگام، باشگاه فوتبال ولورهمپتون واندررز، باشگاه فوتبال ایلکستون، باشگاه فوتبال کینگستونیان، باشگاه فوتبال گرایس اتلتیک، و باشگاه فوتبال لیتون اورینت اشاره کرد.